# Madeleine Blaustein
Madeleine Blaustein est une actrice américaine, née le 9 octobre 1960 à Long Island, État de New York et morte le 11 décembre 2008 . 

## Biographie
À la fin des années 1980, Blaustein a travaillé pour Marvel Comics, en tant qu'éditrice (plusieurs numéros de Web of Spider-Man, Marvel Tales et Marvel Saga), en tant qu'écrivaine (plusieurs numéros de Conan the King) et en dessinant un one-shot de Power Pachyderms. Elle a écrit diverses bandes dessinées publiées par DC Comics au début des années 1990, dont quelques-unes pour le label Impact Comics et la ligne TSR.
Madeleine Blaustein était essentiellement connue comme la voix anglo-saxonne de Miaouss, un personnage de Pokémon.

## Vie privée
Née intersexe, Madeleine Blaustein a été assignée garçon à la naissance et a transitionné vers le genre féminin,.

## Filmographie
- 1999 : Pokémon: Vol. 1: I Choose You! Pikachu! (vidéo) : Miaouss de la Team Rocket (voix)
- 1999 : Pokémon, le film (Pokémon: The First Movie) : Miaouss / voix additionnelles (voix)
- 2000 : Pokémon: Vol. 21: Po-Ke Corral (vidéo) : Miaouss (voix)
- 2000 : Pokémon: The Movie 2000 : Miaouss (voix)
- 2001 : Pokémon 3 (Pokémon 3: The Movie) : Miaouss (voix)
- 2001 : Cubix: Robots for Everyone (série TV) : Dr K (voix)
- 2001 : Kakutou ryouri densetsu bistro recipe (série TV) : Oslo (AKA The King of Food and The Grub Guru) (voix)
- 2002 : Pokémon 4: Pour toujours (Pokemon 4Ever) : Miaouss (voix)
- 2003 : Pokémon 5: Les héros (Pokémon Heroes) : Miaouss (voix)
- 2003 : The Fight for the Fox Box (TV) : Dr K (voix)
- 2008 : The Little Panda Fighter : Grizzlepuss (voix)
- 2009 : Huntik: À la recherche des Titans : Rassimov (voix)